# John McNeill
John McNeill (Edinburgh, 15 september 1933) is een Brits botanicus.
In 1955 behaalde hij een B.Sc. aan de Universiteit van Edinburgh. In 1960 behaalde hij een Ph.D. Tussen 1957 en 1961 was hij achtereenvolgens associate lecturer en lecturer in de landbouwkundige plantkunde aan de Universiteit van Reading. Tussen 1961 en 1969 was hij lecturer in de plantkunde aan de Universiteit van Liverpool.
Tussen 1969 en 1981 was McNeill verbonden aan het Plant Research Institute of Agriculture Canada. Tussen 1981 en 1987 was hij hoogleraar in de biologie aan de Universiteit van Ottawa. Tussen 1987 en 1989 was hij 'regius keeper' (directeur) van de Royal Botanic Garden Edinburgh als opvolger van Douglas Mackay Henderson, waarna hij zelf werd opgevolgd door David Ingram. In 1989 werd hij associate-directeur van het Royal Ontario Museum in Toronto (Canada). In deze functie had hij de leiding over de collecties en het onderzoek. In 1990 en 1991 was hij uitvoerend directeur van het Royal Ontario Museum. Vanaf 1990 was hij hoogleraar in de plantkunde aan de Universiteit van Toronto. In 1991 werd hij algeheel directeur van het Royal Ontario Museum. In 1997 ging hij met pensioen. Sindsdien is hij emeritusdirecteur van het Royal Ontario Museum. Sinds 1998 is hij als honorair onderzoeksmedewerker aan de Royal Botanic Garden Edinburgh verbonden.
McNeill was betrokken bij de Flora of North America, een beschrijving van de flora van Noord-Amerika. Hij trad hierbij op als redacteur en schrijver. Ook was hij als adviseur met betrekking tot botanische nomenclatuur aan dit project verbonden. Hij was voorzitter van de International Organization for Plant Information. Voor de Flora of China droeg hij bij aan de beschrijvingen van de Anjer- en Duizendknoopfamilie. Hij was vicevoorzitter van het zestiende Internationaal Botanisch Congres dat in 1999 in de Missouri Botanical Garden werd georganiseerd.
McNeill is de (mede)auteur van meer dan zestig botanische namen. Hij heeft onder meer gepubliceerd in Botanical Journal of the Linnean Society en Brittonia. Hij is lid van de American Society of Plant Taxonomists en hij heeft zitting in de redactie van Edinburgh Journal of Botany.